# Provincias históricas de Finlandia

Provincias históricas de Finlandia en tonos de azul. Las líneas amarillas son Regiones, las actuales divisiones administrativas.

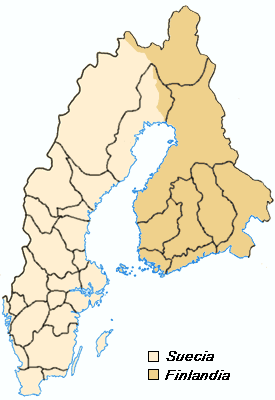
Provincias de Suecia de 1658 a 1809.

Las provincias históricas (en finés: historialliset maakunnat, singular historiallinen maakunta; en sueco: historiska landskap) de Finlandia son un legado de la historia conjunta del país con Suecia. Las provincias dejaron de ser entidades administrativas en 1634 cuando fueron reemplazadas por condados, una reforma que permaneció en vigor en Finlandia hasta 1997. Las provincias permanecen como una tradición, pero hoy no tienen una función administrativa. La difusión de los dialectos del idioma finés sigue más o menos sus fronteras.

## Provincias
A continuación se muestran los nombres las Provincias Históricas de Finlandia (el primer nombre entre paréntesis es en finés y el segundo en sueco):
- Finlandia Genuina (Varsinais-Suomi, Egentliga Finland)
- Laponia (Lappi, Lappland)
- Carelia (Karjala, Karelen)
- Ostrobotnia (Pohjanmaa, Österbotten)
- Satakunta (Satakunta, Satakunda)
- Savonia (Savo, Savolaks)
- Tavastia (Häme, Tavastland)
- Uusimaa (Uusimaa, Nyland)
- Åland (Ahvenanmaa, Åland)

## Heráldica

El Escudo de Finlandia, cuya simbología representa las provincias históricas de Finlandia.

En el funeral del rey Gustavo I de Suecia en 1560, los escudos de armas de las provincias se exhibieron juntos por primera vez y varios de ellos habían sido otorgados para esa ocasión en particular. Después de la separación de Finlandia de Suecia en 1809, las tradiciones de las armas provinciales han divergido un tanto. Finlandia mantiene la distinción entre dignidad ducal y condal mostrada en las coronas para armas de las provincias históricas, mientras que todas las provincias suecas llevan la corona ducal de estilo sueco desde 1884. La división de Laponia también exigió una distinción entre los escudos de armas finlandeses y suecos.
Durante el reinado del rey Carlos IX hubo emigración de Savonia a las partes occidentales de Suecia y el este de Noruega, al Finnskogen o bosque finlandés. El antiguo dialecto savoniano se conservó en estas áreas hasta que murieron los últimos hablantes en la década de 1960.
Los escudos de armas de las provincias históricas han servido como modelo para los escudos de armas de las divisiones administrativas actuales, las regiones de Finlandia.